# Museo de las Hospitalarias del Hôtel-Dieu de Montreal
El Museo de las Hospitalaria del Hôtel-Dieu de Montreal (en francés: Musée des Hospitalières de l'Hôtel-Dieu de Montréal) es un museo de historia situado en el sitio del Hôtel-Dieu de Montréal, en el n.º 201 de la avenida des Pins Ouest.

## Historia
El Museo de las Hospitalarias del Hôtel-Dieu de Montréal fue inaugurado en 1992 como parte de las festividades que marcaban el 350.º aniversario de Montreal y, por lo tanto, el 350.º aniversario de la fundación del Hotel-Dieu por Jeanne Mance. El museo presenta principalmente objetos históricos, incluyendo documentos de archivo, artefactos y obras de arte, permitiendo a los visitantes redescubrir la historia de las religiosas hospitalarias de San José y del Hôtel-Dieu de Montréal. El museo es el depositario de un patrimonio único que presenta:
- la historia de los orígenes de Montreal y su fundación por Jeanne Mance a la par con Paul Chomedey de Maisonneuve;
- la historia de la fundación del Hôtel-Dieu por Jeanne Mance, la primera enfermera laica de Canadá;
- la historia de las religiosas Hospitalarias de San José en su misión de cuidar a los enfermos;
- la historia de la evolución de la atención sanitaria y las ciencias de la salud.[3]

Su vestíbulo de entrada alberga la antigua escalera del Hôtel-Dieu de La Flèche (Francia), donde Jérôme Le Royer de La Dauversière, junto con Marie de la Ferre, cofundó las religiosas Hospitalarias de San José en 1636.

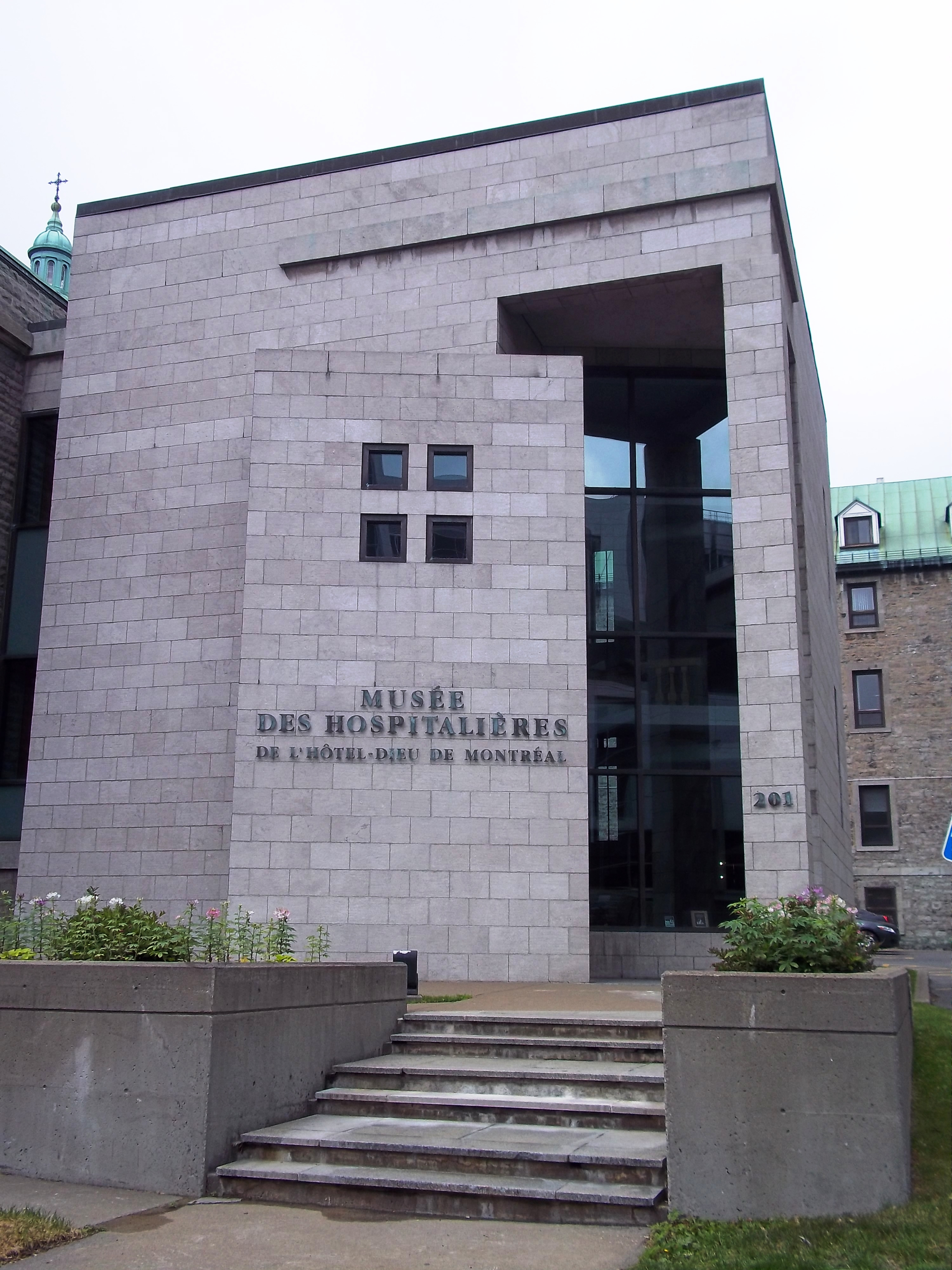
Fachada.
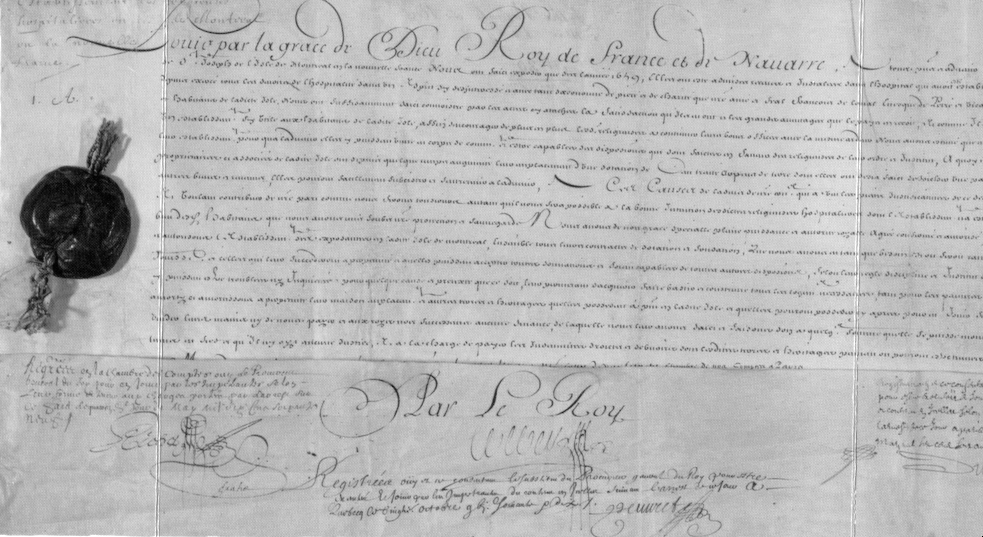
Cartas patentes del rey Luis XIV.
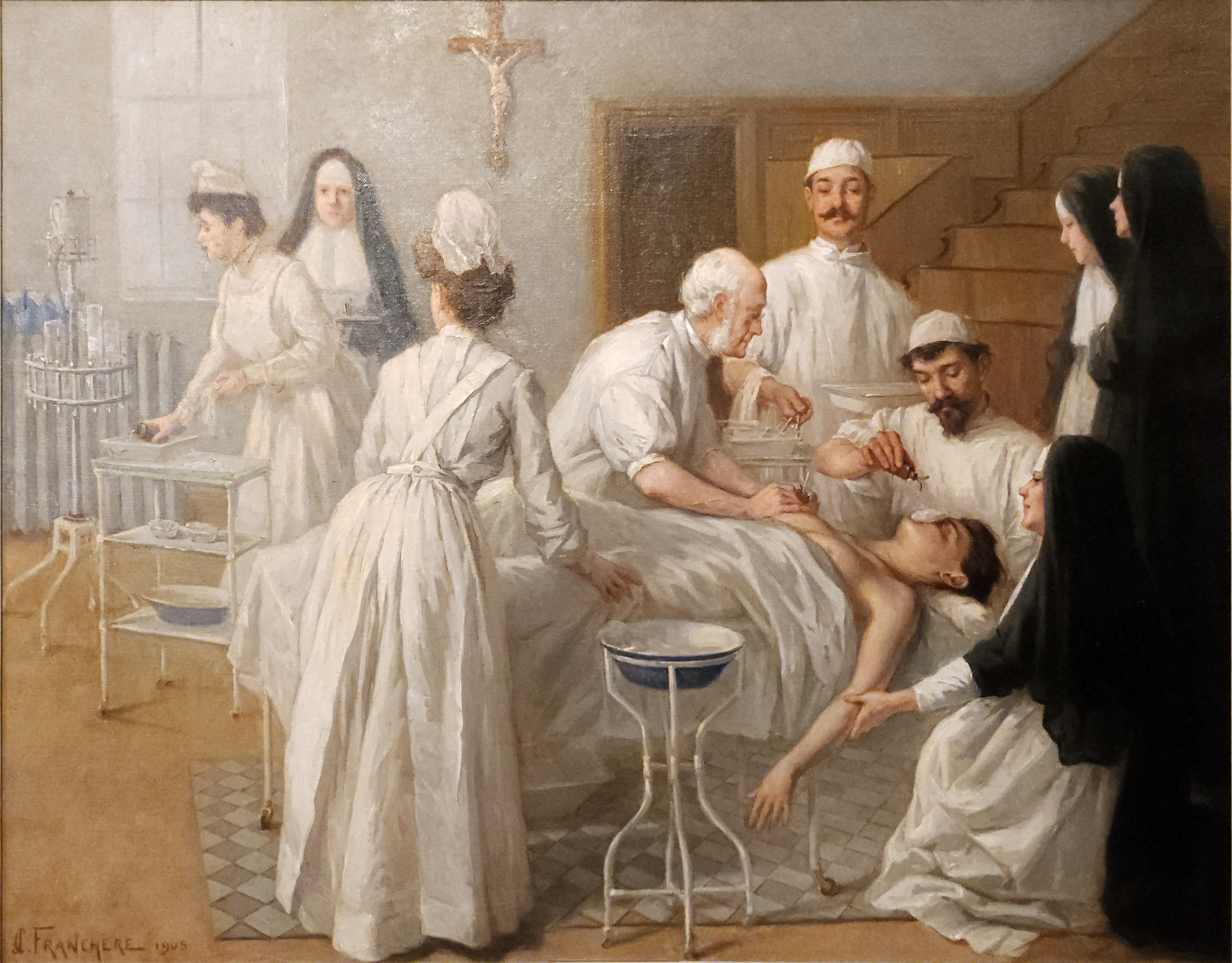
Sala de operación, 1905.

Las visitas al jardín y a la capilla de Las Hospitalarias se organizan en determinadas fechas durante el verano.